# Квемо-Бошури
Квемо-Бошури (груз. ქვემო ბოშური) — село в Грузии, на территории Горийского муниципалитета края (мхаре) Шида-Картли.

## География
Село находится в центральной части Грузии, на берегах реки Таны, на расстоянии приблизительно 18 километров (по прямой) к юго-западу от города Гори, административного центра муниципалитета. Абсолютная высота — 1130 метров над уровнем моря.

## Население
По результатам официальной переписи населения 2014 года в Квемо-Бошури проживало 77 человек (43 мужчины и 34 женщины). В национальной структуре населения грузины составляли 100 %.
| Год  | Население, человек |
| ---- | ------------------ |
| 2002 | 135                |
| 2014 | ↘ 77               |